# Siebitz (Panschwitz-Kuckau)

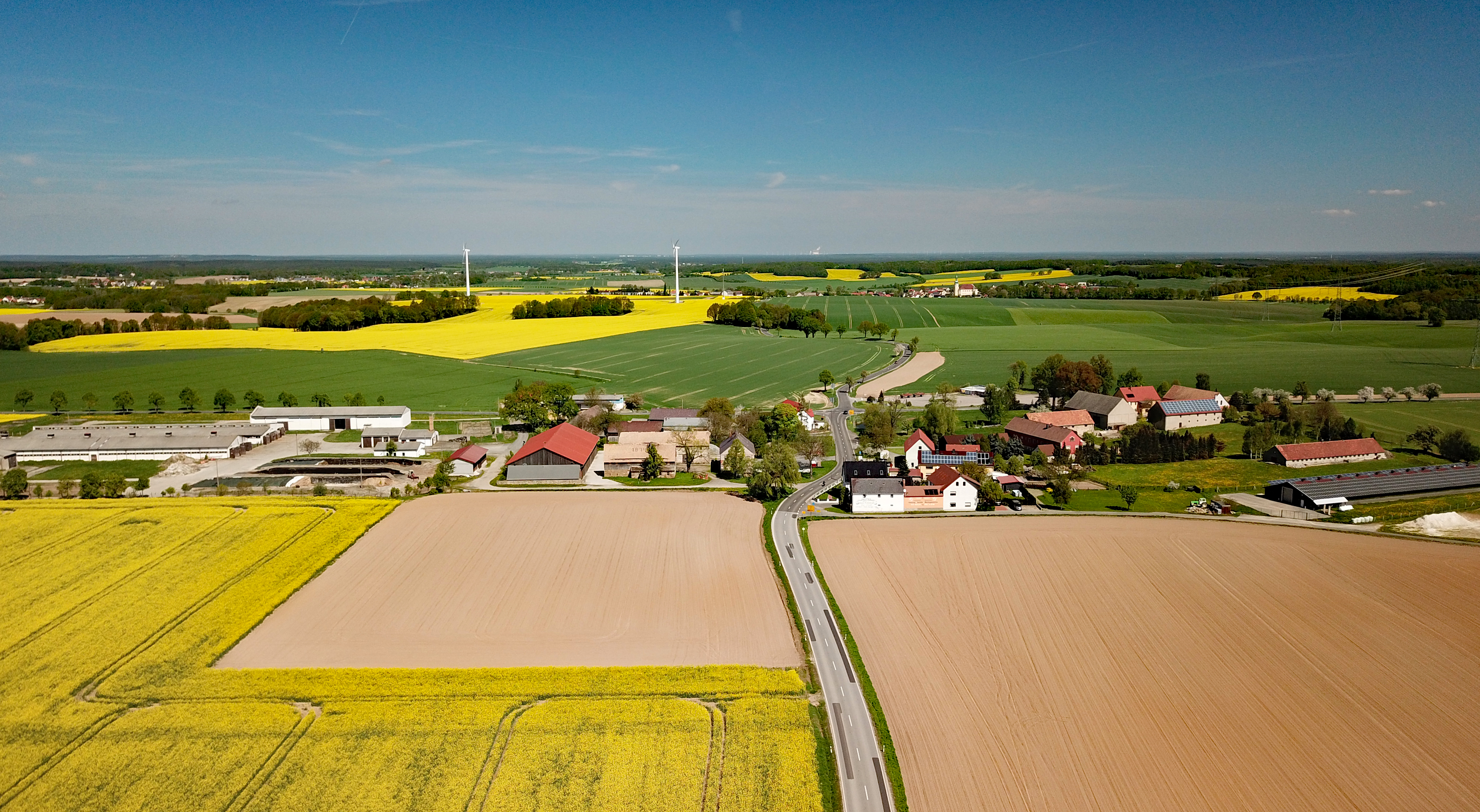
Luftbild

Siebitz, obersorbisch Zejicyⓘ, ist ein Dorf im Zentrum des Landkreises Bautzen in der Oberlausitz und gehört seit 1974 zur Gemeinde Panschwitz-Kuckau. Siebitz befindet sich im sorbischen Kernsiedlungsgebiet etwa vier Kilometer südöstlich von Panschwitz-Kuckau an der Landstraße von Bautzen nach Kamenz. Ein Großteil der Einwohner spricht Sorbisch.
Die Nachbarorte sind Crostwitz im Norden, Lehndorf im Osten, Tschaschwitz im Südosten, Neuhof im Südwesten und Schweinerden im Westen. In Siebitz kreuzen sich die Staatsstraßen 100 (Bautzen–Kamenz) und 101 (Uhyst am Taucher–Crostwitz).

## Geschichte
Das Platzdorf wurde erstmals 1351 als Siwycz erwähnt. Die Grundherrschaft lag anders als in den Nachbarorten nicht beim Kloster St. Marienstern, sondern bei wechselnden Rittergütern der Umgebung sowie teils beim Bautzener Domstift.
Bis 1957 war Siebitz eine eigenständige Landgemeinde, dann wurde es nach Lehndorf eingemeindet.

## Bevölkerung
Gemäß der Statistik von Arnošt Muka waren 1884 alle 63 Einwohner Sorben. Ernst Tschernik ermittelte 1956 einen sorbischsprachigen Bevölkerungsanteil von noch 61,1 %.

## Persönlichkeiten
- Jacob Buk (sorbisch Jakob Buk; 1825–1895), sorbischer Geistlicher und Autor
- Jakob Spittank (obersorbisch Jakub Špitank; 1868–1937), sorbischer Bürgermeister von Siebitz und Abgeordneter des Sächsischen Landtags